# Bada (cantante)
Choi Sung-hee (Bucheon, 28 de febrero de 1980), más conocida como Bada o Sea, es una cantante y actriz musical. Fue miembro del grupo femenino surcoreano S.E.S. Ha lanzado cuatro álbumes de estudio, un miniálbum y cinco sencillos. Ganó el premio a mejor actriz en el 3.er The Musical Awards, y ha sido protagonista en diez musicales hasta la fecha.

## Primeros años
Nació el 28 de febrero de 1980 en Bucheon. Su padre es Choi Sae-wol, un cantante trot con fondo coreano en pansori.
Debido a la dificultad financiera vivida durante su infancia, especialmente después de que su padre cayera enfermo, ella vivió y tuvo como su hogar un contenedor proporcionado por una iglesia local durante nueve años, hasta su debut.
En una reciente serie de conferencias para jóvenes, ella ha hablado sobre sus inicios y ha animado a los alumnos a no dejar que las circunstancias se conviertan en obstáculo en la obtención de sus sueños.
Fue descubierta por Lee Soo-man y entró a la S.M. Entertainment. Debutó como líder y vocalista principal de S.E.S., el exitoso primer grupo idol femenino de K-pop.
Estudió teatro en la Universidad Dankook.

## Carrera

### 1997-2002: S. E. S.
Debutó con S. E. S. en 1997. El grupo lanzó su álbum debut, I'm Your Girl el 1 de noviembre de 1997.ás tarde se convirtió en el grupo de chicas con más ventas del K-pop. Desde su debut, el grupo ha publicado cinco álbumes coreanos y dos álbumes japoneses. Lanzaron un álbum recopilatoro, Friend antes de desintegrarse a finales de 2002. Bada y Eugene se separaron de SM Entertainment, mientras que Shoo se quedó hasta el 2006.

### 2003-08:A Day of Renew,Aurora,Made in Seay Musicales
Firmó un contrato de exclusividad con WoongJin entertainment. En 2003 liberó su álbum debut en solitario A Day of Renew el cual logró vender aproximadamente 130.000 copias, de acuerdo a la Asociación de la Industria Musical de Corea. Se convirtió en la primera cantante ídol surcoreana en aventurarse en los escenarios musical en el año 2003 con el musical Peppermint, una historia de amor acerca de una cantante llamado Bada. fue escrito para ella por el creador y productor Lee Yuri, quien también es responsable de otros proyectos musicales tales como Typhoon, Mother y Winter Sonata.
En 2004, su segundo álbum Aurora fue lanzado y vendió aproximadamente 23.000 ejemplares.
En 2006, su tercer álbum, Made in Sea,, fue un gran éxito. En 2007 interpretó el papel de Denise en la versión coreana de Andrew Lloyd Webber Tell Me on a Sunday.< Justo después ella asumió el papel de Esmeralda como parte del elenco original en la versión coreana de Notre-Dame de Paris. Su elogiada representación le valió su aceptación como una actriz musical y la llevó a ganar el premio a Mejor Actriz debutante y otros más en The Musical Awards y en los Korea Musical Daesangs in 2008; posteriormente, ella desempeñó el papel en el 2009.

### 2009-13:See the Seay musicales
En 2009 lanzó su cuarto álbum llamado See the Sea , el cual contaba con la participación del grupo de rap Intocable y el miembro de 2PM Ok Taecyeon.
Al año siguiente, 200 Libras de Belleza, un musical basado en la popular película del mismo nombre, fue protagonizado por Bada con el papel de Kang Hanbyul, una cantante fantasma con sobrepeso que aspira a convertirse en una estrella y se somete a una cirugía plástica extensa. Su interpretación como Kang Hanbyul la llevó a ganar el premio a mejor actriz en el tercer The Musical Awards. Fue reelegida para el papel en 2011.
En 2010 le dio vida al personaje Peggy Sawyer en la obra de Broadway La Calle 42
En 2012 brevemente tomó el papel de la esposa de Mozart, Constanze, en Mozart!,
En 2013 fue elegida como Elle Woods en Legalmente Rubia. Durante Legalmente Rubia, su madre murió. A pesar de la pérdida continuó con su actuación para el musical hasta su función final y cantó la famosa canción de "Secret Garden", "You Raise Me Up" en la apertura de Music Concert KBS solo dos días después de la muerte de su madre. Ella ha declarado que esta pérdida fue la razón de su relativa inactividad, tanto en su carrera en la música como en los musicales desde 2011 hasta mediados de 2013. En 2013, fue elegida como Marguerite en la primera adaptación coreana de la obra de Frank Wildhorn The Scarlet Pimpernel. Ese mismo año participó como vocalista de la canción "City Life" del músico norteamericano Brian Transeau para el álbum A Song Across Wires.
Volvió como Esmeralda en el 2013 en la producción de La catedral de Notre-Dame de París. A continuación, firmó para representar a Carmen en la primera producción en Corea del musical Carmen.

### 2016–2017:Flowery retorno de S. E. S
El 28 de mayo Bada junto a las miembros de S. E. S. Eugene y Shoo asistieron al evento de caridad Green Heart Bazaar. Bada lanzó su primer disco extendido, Flower el 13 de junio de 2016 para celebrar su 20º aniversario. El cual se compone de cuatro pistas con el sencillo principal Flower contando con el popular rapero Kanto. Ella lanzó un doble video musical para Flower  el 13 de junio y Amazing el 15 de junio. El siguiente sencillo digital en lanzarse fue Summertime y su vídeo musical se liberó el 26 de junio. Liberó posteriormente el sencillo Cosmic en colaboración con el miembro de Super Junior, Ryeowook el 22 de septiembre, como parte del S. M. Entertainment project de SM Station.
En octubre de 2016, Bada, junto con Eugene y Shoo se reunieron como S. E. S. para celebrar los 20 años de su debut.
En 2017 se convirtió en mentora vocal para Idol School, del cual finalmente nueve miembros se convirtieron en miembros de Fromis_9 (pronunciado Promise Nine).

### 2021:The Penthouse 2: War in Life
Hace un cameo en el segundo episodio de la segunda temporada de la exitosa serie Penthouse: War In Life, interpretando a la doble vocal que contrata la antagonista 	Cheon Seo-Jin (Kim So-yeon).

2023: “Street woman fighter 2”

## Vida personal
El 13 de enero de 2017, su agencia confirmó que ella se casaría con el dueño de una franquicia de restaurantes nueve años menor que ella. Su boda se celebró en Seúl el 23 de marzo de 2017.

## Discografía

### Álbum
- A Day of Renew (2003)
- Aurora (2004)
- Made in Sea (2006)
- See the Sea (2009)

### Sencillos
| Título                                           | Año          | Posiciones en las listas | ventas       | Álbum                                                    |              |
| Título                                           | Año          | KOR Gaon                 | ventas       | Álbum                                                    |              |
| como solista                                     | como solista | como solista             | como solista | como solista                                             | como solista |
| ------------------------------------------------ | ------------ | ------------------------ | ------------ | -------------------------------------------------------- | ------------ |
| "Music"                                          | 2003         |                          |              | A Day of Renew                                           |              |
| "Aurora"                                         | 2004         |                          |              | Aurora                                                   |              |
| "Eyes"                                           | 2004         |                          |              | Aurora                                                   |              |
| "Find The Way"                                   | 2006         |                          |              | Made in Sea                                              |              |
| "Start"                                          | 2006         |                          |              |                                                          |              |
| "MAD"                                            | 2009         |                          |              | See the Sea                                              |              |
| "Yes I'm In Love"                                | 2009         |                          |              | See the Sea                                              |              |
| "With Me"                                        | 2011         | —                        |              |                                                          |              |
| "Precious"                                       | 2014         | —                        |              |                                                          |              |
| "Flower"                                         | 2016         | —                        |              | Flower                                                   |              |
| "Summertime"                                     | 2016         | —                        |              |                                                          |              |
| Colaboración                                     |              |                          |              |                                                          |              |
| "Cosmic" (with Ryeowook)                         | 2016         | —                        |              |                                                          |              |
| junto a otros artistas                           |              |                          |              |                                                          |              |
| "Like You" (Rain feat. Bada)                     | 2002         |                          |              | Bad Guy                                                  |              |
| "Dream" (Dynamic Duo feat. Bada)                 | 2007         |                          |              | Enlightened                                              |              |
| "Think About' Chu" (Windy City feat. Bada)       | 2008         |                          |              | Think About' Chu                                         |              |
| "A Song Only I Can Sing" (Seo Hae-An feat. Bada) | 2011         | —                        |              | Infinite Challenge's "Seo Hae-An Highway Music Festival" |              |
| "City Life" (BT feat. Bada)                      | 2013         | —                        |              | A Song Across Wires                                      |              |
| "Candy" (ZoPD feat. Bada)                        | 2015         | —                        |              | Golden Goose Part. 1                                     |              |
| ost                                              |              |                          |              |                                                          |              |
| "One Day Passes"                                 | 2004         |                          |              | I'm Sorry, I Love You soundtrack                         |              |
| "Rainbow"                                        | 2006         |                          |              | 'Spring Waltz O.S.T. soundtrack                          |              |
| "Start Again"                                    | 2006         |                          |              | Famous 'Seven' Princesses soundtrack                     |              |
| "?"                                              | 2009         |                          |              | Notre Dame de Paris musical soundtrack                   |              |
| "Only One"                                       | 2010         | —                        |              | Baker King Kim Tak-goo soundtrack                        |              |
| "Sweet My Love"                                  | 2011         | —                        |              | A Thousand Kisses soundtrack                             |              |
| "It's Hurt and Hurt"                             | 2012         | —                        |              | Glass Mask soundtrack                                    |              |
| "Stay"                                           | 2013         | —                        |              | Goddess of Marriage soundtrack                           |              |
| "If I Could"                                     | 2013         |                          |              | Carmen musical soundtrack                                |              |

## Conciertos
- Showman aLIVE (2006)[30]
- Varacon (2009)
- Varacon Encore Concert (2010)
- Varacon X-MAS Special (2010)
- Alive Show Vol. 1 (2014)

## Filmografía

### Series de televisión
| Año  | Título                   | Personaje | Notas                |
| ---- | ------------------------ | --------- | -------------------- |
| 2021 | Penthouse: War In Life 2 | -         | (aparición especial) |

### Programas de variedades
| Año       | Título                                  | Red                 | Notas |
| --------- | --------------------------------------- | ------------------- | --- |
| 2006      | X-Man                                   | SBS                 | 21 de mayo de 2006 26 de noviembre de 2006 |
| 2009-2012 | Infinite Challenge                      | MBC                 | 31 de octubre de 2009 30 de enero de 2010 30 de abril de 2011 7 de mayo de 2011 11 de junio de 2011 18 de junio de 2011 25 de junio de 2011 2 de julio de 2011 7 de enero de 2012 |
| 2012      | Golden Fishery Radio Star               | MBC                 | 14 de junio de 2012 |
| 2012      | Saturday Night Live Korea               | tvN                 | 7 de julio de 2012 |
| 2013      | Adrenaline 2                            | 16 de abril de 2013 | |
| 2013      | All The K-Pop                           | MBC                 | 16 y 23 de abril de 2013 |
| 2013      | QTV's Handsome Boys of the 20th Century | 11 de junio de 2013 | |
| 2013      | My One Fantasy                          | tvN                 | 10 de julio de 2013 |
| 2013      | Immortal Songs 2                        | KBS                 | 20 de abril de 2013 4 de mayo de 2013 1 de junio de 2013 - won 8 de junio de 2013 15 de junio de 2013 - won 22 de junio de 2013 6 de julio de 2013 13 de julio de 2013 27 de julio de 2013 - won 3 de agosto de 2013 10 de agosto de 2013 24 de agosto de 2013 31 de agosto de 2013 - ganadora 7 de septiembre de 2013 |
| 2016      | King of Mask Singer                     | MBC                 | 29 de mayo de 2016 5 de junio de 2016 |
| 2016      | My Little Television                    | MBC                 | 23 de julio de 2016 30 de julio de 2016 |
| 2016      | Running Man                             | SBS                 | 14 de agosto de 2016 - ganadora |
| 2017      | Happy Together                          | KBS                 | 22 de junio de 2017 |
| 2017      | Idol School                             | Mnet                | Regular, entrenadora vocal |

### Musical
| Año              | Musical                 | Papel           | Notas                                            |
| ---------------- | ----------------------- | --------------- | ------------------------------------------------ |
| 2003             | The Peppermint          | Bada            |                                                  |
| 2007             | Tell Me on a Sunday     | Denise          |                                                  |
| 2007, 2009, 2013 | Notre-Dame de Paris     | Esmeralda       |                                                  |
| 2008, 2011       | 200 Pounds Beauty       | Kang Hanbyul    | junto a Lee Jong-hyuk, Oh Man-seok y Park Gyu-ri |
| 2010             | Broadway on 42nd Street | Peggy Sawyer    |                                                  |
| 2010             | Legally Blonde          | Elle Woods      |                                                  |
| 2012             | Mozart!                 | Constanze       |                                                  |
| 2013             | The Scarlet Pimpernel   | Marguerite      |                                                  |
| 2013             | Carmen                  | Carmen          |                                                  |
| 2014             | Gone with the Wind      | Scarlett O'Hara |                                                  |

## Premios
- 21st Korean Best Dresser Award – artista femenina (2004)
- Mnet KM Music Video Festival – premio especial de los productores (2005)
- 13th Korean Arts Awards – artista de baile femenina(2006)
- 4th Korean Fashion World Awards – artista mejor vestida(2006)
- Korean Model Awards – artista más popular (2007)
- 2nd The Musical Awards – actriz más popular (2008)
- 14th Korea Musical Daesang – estrella popular (2008)
- 14th Korea Musical Daesang – mejor actriz debutante (2008)
- 3rd The Musical Awards – mejor actriz (2009)
- 15th Korea Musical Daesang – estrella popular (2009)